# Maryland zászlaja
Maryland címeres zászlaja egyedülálló az ötven állam lobogói között. Két angliai nemesi család, a Calvert és a Crossland família címereiből áll. 1622-ben adományozták a címert Sir George Calvertnek, akinek a fiai 1634-ben alapították meg Marylandet. Az állam címerének megalkotásakor két negyedben apjuk címerét helyezték el, két negyedben pedig a Crossland címert, amely nagyanyjuk családjáé volt.